# Ourolândia
Ourolândia är en kommun i Brasilien.   Den ligger i delstaten Bahia, i den östra delen av landet, 900 km nordost om huvudstaden Brasília. Antalet invånare är 16 477.
Omgivningarna runt Ourolândia är huvudsakligen savann. Runt Ourolândia är det glesbefolkat, med 13 invånare per kvadratkilometer.